# برانیسلاو میهایلوویچ
برانیسلاو میهایلوویچ (سیریلیک صربی: Бранислав Михајловић؛ ۲۲ دسامبر ۱۹۳۶ – ۱۱ اکتبر ۱۹۹۱) بازیکن فوتبال اهل یوگسلاوی بود.
از باشگاه‌هایی که در آن بازی کرده‌است می‌توان به باشگاه فوتبال بئوگراد و باشگاه فوتبال پارتیزان اشاره کرد.
وی همچنین در تیم‌های ملی فوتبال زیر ۲۱ سال یوگسلاوی، و یوگسلاوی بازی کرده‌است.